# Ranunculus kunlunensis
Ranunculus kunlunensis är en ranunkelväxtart som beskrevs av J.G. Liou in Z.M. Mao. Ranunculus kunlunensis ingår i släktet ranunkler, och familjen ranunkelväxter. Inga underarter finns listade i Catalogue of Life.